# Вулька-Висока (Мазовецьке воєводство)
Вулька-Висока (пол. Wólka Wysoka) — село в Польщі, у гміні Санники Ґостинінського повіту Мазовецького воєводства.
Населення — 329 осіб (2011).
У 1975-1998 роках село належало до Плоцького воєводства.

## Демографія
Демографічна структура станом на 31 березня 2011 року:
|          | Загалом | Допрацездатний вік | Працездатний вік | Постпрацездатний вік |
| -------- | ------- | ------------------ | ---------------- | -------------------- |
| Чоловіки | 162     | 40                 | 106              | 16                   |
| Жінки    | 167     | 43                 | 89               | 35                   |
| Разом    | 329     | 83                 | 195              | 51                   |